# Стерджен-Лейк (Міннесота)
Стерджен-Лейк (англ. Sturgeon Lake) — місто (англ. city) в США, в окрузі Пайн штату Міннесота. Населення — 436 осіб (2020).

## Географія
Стерджен-Лейк розташоване за координатами 46°23′27″ пн. ш. 92°49′19″ зх. д. / 46.39083° пн. ш. 92.82194° зх. д. (46.390908, -92.821817).  За даними Бюро перепису населення США в 2010 році місто мало площу 9,55 км², з яких 9,48 км² — суходіл та 0,07 км² — водойми.

## Демографія
Згідно з переписом 2010 року, у місті мешкало 439 осіб у 167 домогосподарствах у складі 115 родин. Густота населення становила 46 осіб/км².  Було 258 помешкань (27/км²).
Расовий склад населення:
| - 96,6 % — білих - 0,5 % — азійців - 0,2 % — вихідців з тихоокеанських островів - 1,4 % — осіб інших рас |

До двох чи більше рас належало 1,4 %. Частка іспаномовних становила 1,8 % від усіх жителів.
За віковим діапазоном населення розподілялося таким чином: 30,8 % — особи молодші 18 років, 55,5 % — особи у віці 18—64 років, 13,7 % — особи у віці 65 років та старші. Медіана віку мешканця становила 36,4 року. На 100 осіб жіночої статі у місті припадало 103,2 чоловіків;  на 100 жінок у віці від 18 років та старших — 105,4 чоловіків також старших 18 років.
Середній дохід на одне домашнє господарство  становив 52 961 долар США (медіана — 44 000), а середній дохід на одну сім'ю — 55 705 доларів (медіана — 44 250). За межею бідності перебувало 9,2 % осіб, у тому числі 11,2 % дітей у віці до 18 років та 19,0 % осіб у віці 65 років та старших.
Цивільне працевлаштоване населення становило 224 особи. Основні галузі зайнятості: освіта, охорона здоров'я та соціальна допомога — 25,0 %, будівництво — 16,5 %, роздрібна торгівля — 16,1 %.